# Josef Jan Trávníček
Josef Jan Trávníček (zřejmě Fulnek –  26. listopadu 1860 Drnovice) byl moravský ranhojič, chirurg, oční i ženský lékař, operatér a purkmistr města Vyškov.
Měl ordinaci ve Vyškově v domě u mostu přes řeku Hanou. Stal se velmi vyhledávaným lékařem v celém okolí. Po 14 letech praxe roku 13. prosince 1809 podává žádost úřadům o vydávání praktického časopisu o lékařství, ranhojičství a lékárnictví. 30. května 1810 dostává zamítavou odpověď. Rok na to tento svůj úmysl uskutečňuje a vydává 2 sešity vlastním nákladem u brněnského tiskaře a knihkupce Jana Jiřího Gastla. První sešit pojednává o nové léčební pomůcce vodní frikci a druhý o podstatě a léčení nosního katarrhu, rýmy. Jeho lékařská činnost se rozmáhá a proto si zřizuje novou ordinaci v Sušilově ulici. Stává se tak oblíbený že jej roku 1815 zvolili purkmistrem a tento úřad zastává až do suspendace roku 1832. Byl suspendován za údajnou zpronevěru, která mu nebyla nikdy dokázána. Roztrpčen se uchýlil do soukromí a zemřel 26. listopadu 1860. Je pohřben v Drnovicích, kde byl jeho bratr farářem.